# Hayasaka Ryota
Hayasaka Ryota (早坂 良太 Hayasaka Ryōta, sinh ngày 19 tháng 9 năm 1985) là một cầu thủ bóng đá người Nhật Bản hiện tại thi đấu cho Hokkaido Consadole Sapporo.

## Thống kê sự nghiệp câu lạc bộ
Cập nhật đến ngày 23 tháng 2 năm 2018.
| Thành tích câu lạc bộ | Thành tích câu lạc bộ | Thành tích câu lạc bộ | Giải vô địch | Giải vô địch | Cúp                   | Cúp                   | Cúp Liên đoàn | Cúp Liên đoàn | Tổng cộng | Tổng cộng |
| Mùa giải              | Câu lạc bộ            | Giải vô địch          | Số trận      | Bàn thắng    | Số trận               | Bàn thắng             | Số trận       | Bàn thắng     | Số trận   | Bàn thắng |
| Nhật Bản              | Nhật Bản              | Nhật Bản              | Giải vô địch | Giải vô địch | Cúp Hoàng đế Nhật Bản | Cúp Hoàng đế Nhật Bản | Cúp Liên đoàn | Cúp Liên đoàn | Tổng cộng | Tổng cộng |
| --------------------- | --------------------- | --------------------- | ------------ | ------------ | --------------------- | --------------------- | ------------- | ------------- | --------- | --------- |
| 2008                  | Honda FC              | JFL                   | 27           | 7            | 3                     | 4                     | –             | –             | 30        | 11        |
| 2009                  | Honda FC              | JFL                   | 31           | 9            | 2                     | 1                     | –             | –             | 33        | 10        |
| 2010                  | Sagan Tosu            | J2 League             | 36           | 4            | 2                     | 1                     | –             | –             | 38        | 5         |
| 2011                  | Sagan Tosu            | J2 League             | 37           | 10           | 0                     | 0                     | –             | –             | 37        | 10        |
| 2012                  | Sagan Tosu            | J1 League             | 21           | 0            | 1                     | 0                     | 3             | 1             | 25        | 1         |
| 2013                  | Sagan Tosu            | J1 League             | 26           | 3            | 4                     | 0                     | 6             | 1             | 36        | 4         |
| 2014                  | Sagan Tosu            | J1 League             | 28           | 3            | 3                     | 0                     | 5             | 1             | 36        | 4         |
| 2015                  | Sagan Tosu            | J1 League             | 23           | 0            | 4                     | 1                     | 6             | 0             | 33        | 1         |
| 2016                  | Sagan Tosu            | J1 League             | 28           | 0            | 3                     | 0                     | 3             | 0             | 34        | 0         |
| 2017                  | Consadole Sapporo     | J1 League             | 24           | 1            | 0                     | 0                     | 5             | 0             | 29        | 1         |
| Tổng cộng sự nghiệp   | Tổng cộng sự nghiệp   | Tổng cộng sự nghiệp   | 281          | 37           | 22                    | 7                     | 28            | 3             | 331       | 47        |